# Graduál Eleonory Bretaňské

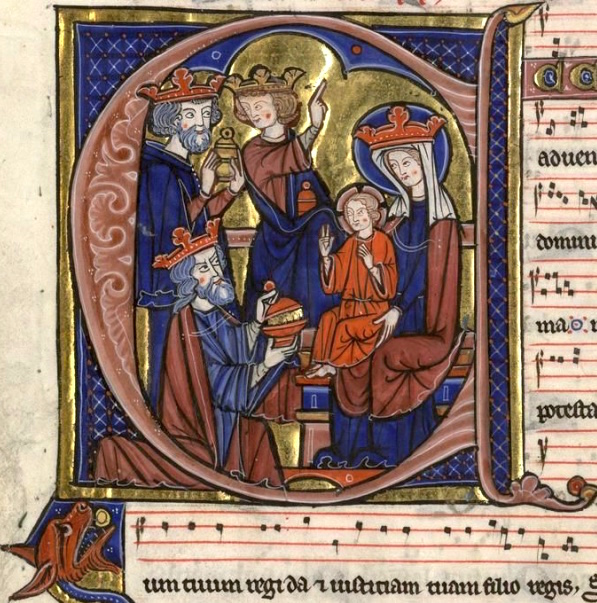
Klanění tří králů

Graduál Eleonory Bretaňské je iluminovaný rukopis obsahující gregoriánské chorály kláštera Fontevraud uložený v depozitáři knihovny ve francouzském Limoges. Vznikl v letech 1250-1260 v pařížské iluminátorské dílně Nicolase Lombarda. Dle tradice a erbů zobrazených z boku stránek je připisován Eleonoře Bretaňské, která byla šestnáctou abatyší ve Fontevraud a po svém skonu roku 1342 jej klášteru odkázala.